# Dalet (lettre)
Pour les articles homonymes, voir Dalet.
| Phénicien | Hébreu | Hébreu | Cursive |
| --------- | ------ | ------ | ------- |
| Daleth    | ד      | ד      |         |

Dalet ou Daleth (ד, prononcé /d/ ou /ð/ (/dh/)) est la quatrième lettre de l'alphabet hébreu. Il est l’équivalent du delta (Δ, δ) de l'alphabet grec, le D de l'alphabet latin et son équivalent cyrillique.[réf. nécessaire]

Le mot hébreu Délét signifie « porte ». 
| K5 |

Le caractère protosinaïtique original était un poisson (en hébreu dag דג, autre mot commençant par le même son D).
Sa valeur numérique est 4.
Le caractère Unicode de ד est 05D3.

## Autres utilisations
Le plan israélien de nettoyage ethnique des Palestiniens est appelé plan Daleth, car il s’agissait de la quatrième version du plan. Il a été mis en œuvre durant la guerre de 1948.

### Note
1. ↑  La prononciation varie selon la présence ou l'absence du daguesh, un point placé au milieu de la lettre.
2. ↑  (en) «  Hebrew[0590] », dans The Unicode Standard, version 16.0), 2024 (lire en ligne)
3. ↑  Ilan Pappé, Le Nettoyage ethnique de la Palestine, Fayard, 2008.